# أنماط النوب الصرعية
تتبع أنماط النوب الصرعية غالبًا التصنيف الذي طرحته الرابطة العالمية لمكافحة الصرع (آي إل إيه إي) عام 1981. حُدثت هذه التصانيف عام 2017. يعد التمييز بين أنماط النوب الصرعية أمرًا مهمًا، فقد يكون للأنماط المختلفة منها أسباب ونتائج وعلاجات مختلفة.

## التصنيف العالمي لأنماط النوب الصرعية (عام 1981)
يعتمد هذا التصنيف على المراقبة (السريرية وتخطيط كهربائية الدماغ) بدلًا من الأساس الفيزيولوجي المرضي أو التشريحي.
أولًا: النوب الصرعية البؤرية (عُرفت سابقًا بالنوب الصرعية الجزئية)
النقطة الأولى: النوب الصرعية الجزئية البسيطة – لا تترافق مع اضطراب الوعي:
1. مع علامات حركية.
2. مع أعراض حسية.
3. مع أعراض أو علامات ذاتية.
4. مع أعراض نفسية.

النقطة الثانية: النوب الصرعية الجزئية المعقدة – تترافق مع اضطراب الوعي (*ملاحظة: لا يعني اضطراب الوعي بالضرورة فقدانه الكامل) (عُرفت سابقًا بالنوب الصرعية الصدغية أو النفسية الحركية):
1. تبدأ بنوب صرعية جزئية بسيطة يتلوها اضطراب في الوعي.
2. حدوث اضطراب الوعي منذ البداية.

النقطة الثالثة: النوب الصرعية الجزئية التي تتطور إلى نوب صرعية معممة بشكل ثانوي:
1. نوب صرعية جزئية بسيطة تتطور إلى نوب صرعية معممة.
2. نوب صرعية جزئية معقدة تتطور إلى نوب صرعية معممة.
3. نوب صرعية جزئية بسيطة تتطور إلى نوب صرعية جزئية معقدة تتطور بدورها إلى نوب صرعية معممة.

ثانيًا: النوب الصرعية المعممة:
النقطة الأولى: نوب الغياب (عرفت سابقًا بمصطلح الداء الصغير، بمعنى «الصغير أو الأقل سوءًا»):
1. نوب الغياب النموذجية.
2. نوب الغياب غير النموذجية.

النقطة الثانية: النوب الصرعية الرمعية العضلية.
النقطة الثالثة: النوب الصرعية الرمعية.
النقطة الرابعة: النوب الصرعية المقوية.
النقطة الخامسة: النوب الصرعية المقوية – الرمعية (عرفت سابقًا بالداء الكبير بمعنى «الكبير أو الأشد سوءًا»)
النقطة السادسة: النوب الصرعية اللا مقوية.
ثالثًا: النوب الصرعية غير المصنفة
يمكن وصف النوب الصرعية تبعًا لمنشئها في الدماغ بأنها جزئية (بؤرية) أو معممة. تصيب النوب الصرعية الجزئية جزءًا موضعًا فقط من الدماغ، بينما تصيب النوب الصرعية المعممة كلا نصفي الكرة المخية. يمكن استخدام مصطلح «التعمم الثانوي» لوصف نوبة صرعية جزئية تنتشر لاحقًا إلى القشرة بأكملها وتصبح معممة.
يمكن تقسيم معظم النوب الصرعية بدقة إلى جزئية أو معممة، ولكن هناك بعض النوب الصرعية التي لا تندرج تحت أي منهما. على سبيل المثال: قد تكون النوبة الصرعية معممة في أحد نصفي الكرة المخية فقط. وبدلًا من ذلك قد يكون هناك العديد من النقاط البؤرية (النوب الصرعية متعددة البؤر) التي تتوزع بنمط متناظر أو غير متناظر

### النوب الصرعية الجزئية
يمكن تقسيم النوب الصرعية الجزئية إلى بسيطة ومعقدة. وذلك بناء على تأثير هذه النوبة الصرعية على الوعي؛ لا تسبب النوب الصرعية البسيطة اضطرابًا في الوعي (رغم أنها قد تسبب أحاسيس شاذة أو أحاسيس أخرى) في حين تسبب النوب الصرعية المعقدة اضطرابًا في الوعي بدرجات متفاوتة. لا يعني ذلك بالضرورة أن الشخص الذي يعاني من هذا النوع من النوب الصرعية سيفقد وعيه (مثل الإغماء). على سبيل المثال، قد تتضمن النوب الصرعية الجزئية المعقدة تكرارًا غير واع لأفعال أو إيماءات أو عبارات لفظية بسيطة، أو مجرد التحديق في الفراغ وعدم إدراك واضح لحدوث النوب الصرعية، ولا يتذكر بعدها أيًا مما حصل. يروي مرضى آخرون شعورهم برؤية أنبوبية أو بالافتراق، والذي يمثل تناقص الإدراك دون فقد الوعي بشكل كامل. يبقى مرضى آخرون قادرين على القيام بأفعال معقدة مثل السفر أو التسوق أثناء وجود نوبة صرعية جزئية معقدة.
تعتمد تأثيرات النوبة الصرعية الجزئية بشكل تام على المنطقة من الدماغ التي تتحرض فيها النوبة. على سبيل المثال، قد تسبب النوبة الصرعية التي تصيب مناطق الإدراك تجربة حسية معينة (مثل إدراك رائحة ما أو موسيقى أو ومضات ضوئية) في حين أنها تسبب حركات في مجموعات عضلية معينة إذا توضعت في القشر المحرك.